# Orthonevra frontalis
Orthonevra frontalis är en tvåvingeart som först beskrevs av Friedrich Hermann Loew 1843.  Orthonevra frontalis ingår i släktet glansblomflugor, och familjen blomflugor. Inga underarter finns listade i Catalogue of Life.